# Membrane intercostale externe
La membrane intercostale externe (ou membrane intercostale externe postérieure de Sauvé et Tinel) est le tissu conjonctif qui double en profondeur le muscle intercostal externe.
Elle occupe l'espace intercostal entre son bord postérieur et le bord postérieur du muscle intercostal interne.
Dans sa partie supérieure, elle se dédouble et s'attache sur les deux bords du sillon costal pour former un canal pour le passage du pédicule vasculonerveux intercostal.
À l'avant elle se prolonge par la membrane intercostale antérieure en comblant le vide laissé entre le bord antérieur du muscle intercostal externe et le bord antérieur de l'espace intercostal.